# Sevel (plaats)
Sevel is een plaats in de Deense regio Midden-Jutland, gemeente Holstebro, en telt 480 inwoners (2007).
- Library of Congress Control Number: n85083712
- Nationale Bibliotheek van Israël: 987007559924205171
- Virtual International Authority File: 148986006